# Dầu cù là
Dầu cù là hay dầu cao là một loại cao bôi ngoài da dạng sệt có tác dụng làm nóng, chữa cảm cúm và phòng một số bệnh nhẹ thông thường và thường được đóng trong các hộp nhỏ bằng kim loại hoặc thủy tinh.

## Thành phần
Dầu gió có thành phần chủ yếu là các tinh dầu với công thức tùy thuộc công thức riêng của nhà sản xuất. Nhiều công thức làm dầu gió được xem là bí mật thương mại cũng như là công thức gia truyền nhiều đời. Khảo sát nhiều loại dầu cù là tại Việt Nam, hai thành phần thường bắt gặp nhất là menthol và methyl salicylate, hai chất này có trong tinh dầu Bạc hà Á. Ngoài ra còn có khuynh diệp, quế, tràm, long não, hương nhu, thông, cineol,...